# Aposta de Pascal

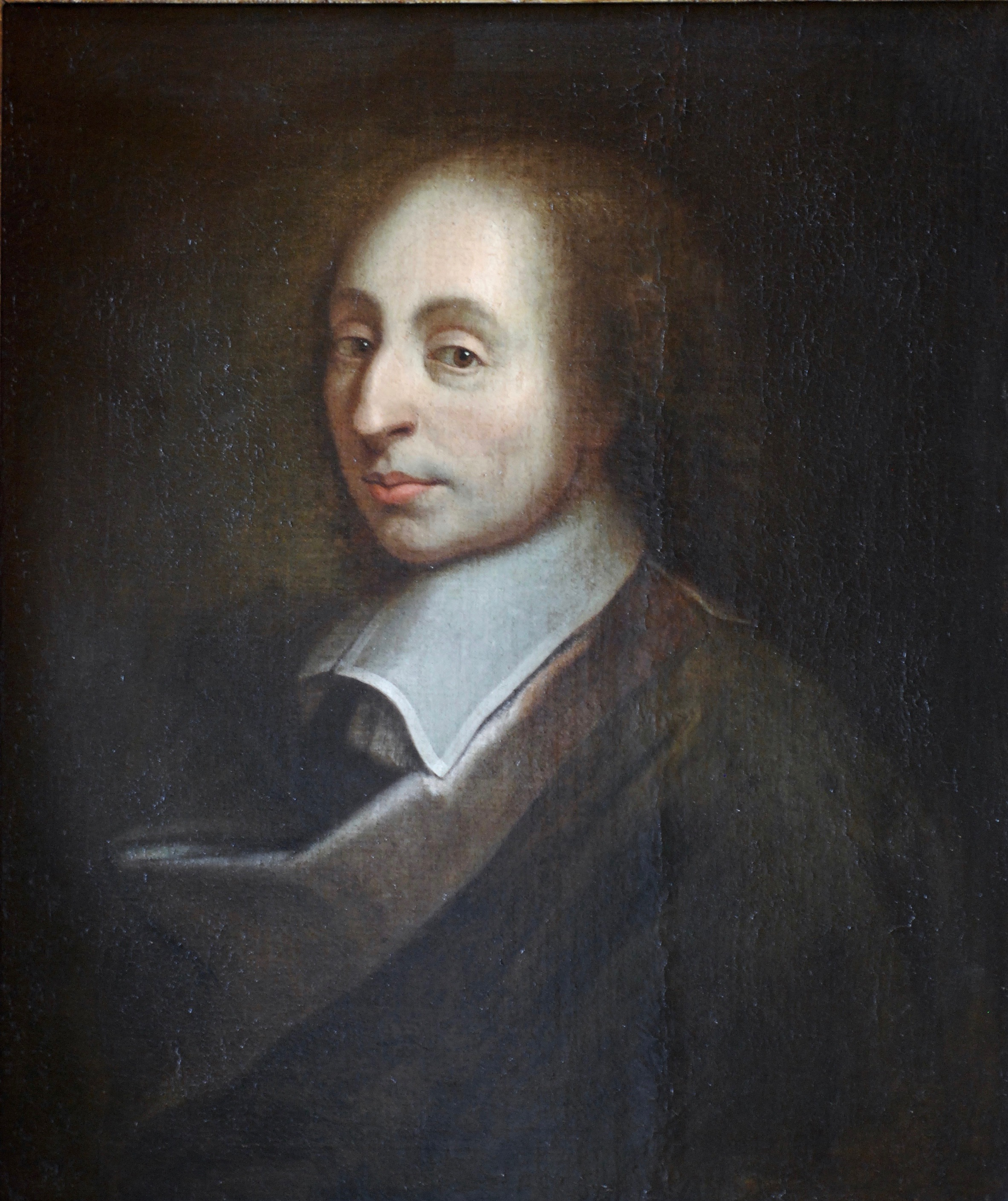
Blaise Pascal

L'aposta de Pascal és un argument creat per Blaise Pascal, filòsof, matemàtic i físic francès. Suposa que els humans aposten amb les seves vides si Déu existeix o no.
Pascal argumenta que una persona racional hauria de viure com si Déu existís, i buscar creure en Déu. Si Déu no existeix, aquesta persona només tindrà una pèrdua finita (alguns plaers, riquesa, etc.), mentre que opta a tenir un guany infinit (representat per l'eternitat en el Paradís) i evita tenir una pèrdua infinita (l'eternitat a l'Infern).
L'aposta de Pascal estava basada en la idea del Déu cristià, tot i que hi ha arguments similars en altres tradicions religioses. L'aposta original estava descrita a la secció 233 del llibre Pensées ("Pensaments", publicat pòstumament). Aquestes notes anteriorment no publicades es van ordenar per formar un tractat incomplet sobre l'apologètica cristiana.
A nivell històric, l'aposta de Pascal va ser trencadora, ja que va explorar territori nou en teoria de probabilitat, va marcar el primer ús formal de teoria de decisions i va anticipar filosofies posteriors com l'existencialisme, el pragmatisme i el voluntarisme.